# 山下秀治
山下 秀治（やました ひではる、1970年 - ）は、日本のCMプロデューサー、映画プロデューサー、実業家（会社経営者）。本名は「ひではる」だが「しゅうじ」と読ませることも多い。

## 来歴・人物
東京生まれ。東京大学卒業後、電通に入社。その後、電通を退社して独立。現在は、BREATHホールディングス取締役、SO-KETのCM事業本部長。ACC賞をはじめとするCM界の受賞歴多数。芸能界や映画界に多数の人脈を持つ。
これまで制作したCMは、資生堂、トヨタ自動車、アサヒビール、任天堂、ソフトバンク、SONY、三井不動産、みずほ銀行、日本生命など、さまざまな業界に及ぶ。また多くの映画もプロデュースしており、数々のヒット作を生み出している。最近は、テレビのドラマやバラエティや音楽番組などのプロデュースも手掛けている。
新人を発掘してCMやテレビに出演させ、それをきっかけに本格的に売り出す手法を得意とし、これまでに数多くのタレントやモデルをデビューさせている。大手芸能プロダクションや音楽事務所との強いパイプがあり、日本のトップクラスの芸能人やアーティストたちと親交があることでも知られている。フランス人と日本人のファッションモデルとの間に、2度の離婚歴がある。
| スタブアイコン | サブスタブ | この項目は、まだ閲覧者の調べものの参照としては役立たない、人物に関連した書きかけの項目です。この項目を加筆・訂正などしてくださる協力者を求めています（P:人物伝/PJ:人物伝）。 |